# Кемал Комина
Кемал Комина (на македонска литературна норма: Кемал Комина) е драматург, романист и разказвач от Северна Македония.

## Биография
Роден е през 1950 година в Ресен, тогава в Югославия. Завършва Филологическия факултет на Скопския университет. Работи в Македонската радио-телевизия. Член е на Дружеството на писателите на Македония от 1976 година. Умира в 1999 година.